# Copperhead (2013)
Copperhead ist ein Historiendrama und Independentfilm aus dem Jahr 2013, der zur Zeit des amerikanischen Bürgerkrieges spielt. Das Drehbuch basiert auf einem 1896 erschienenen Roman von Harold Frederic.

## Handlung
Der Film spielt im Jahr 1862 in einem ländlichen Ort im Bundesstaat New York. Der Farmer Abner Beech lebt im Norden der USA und lehnt den amerikanischen Bürgerkrieg ab. Das bringt ihm das Image eines Copperheads ein. Viele Dorfbewohner schreiben sich in die Armee der Union ein und kämpfen für diese in diversen Schlachten, während Abner zu Hause bleibt, ein Verhalten, für das er immer häufiger kritisiert wird. Selbst sein Sohn Jeff tritt in die Armee ein. Zusätzlich zieht sich Abner den Zorn des radikalen Abolitionisten Jee Hagadorn zu, dessen Tochter Esther seinen Sohn liebt.

## Trivia
- Der Film ist bereits das dritte Projekt von Maxwell im Bereich des amerikanischen Bürgerkrieges. Die anderen beiden waren Gettysburg und Gods and Generals. Jedoch ist dieser Film nicht Teil der Reihe.[2]
- Der Arbeitstitel des Films lautete Copperhead: The War at Home.
- Gedreht wurde auf dem Kings Landing Historical Settlement in New Brunswick, Kanada.
- Der Film wurde nur in 59 Kinos in den USA am 28. Juni 2013 veröffentlicht und spielte über 170.000 US-Dollar ein.[3] Zusätzlich ist der Film auf diversen Video-on-Demand-Plattformen, wie zum Beispiel Amazon Instant Video erhältlich.